# عیتات (لبنان)
عیتات (به عربی: عیتات) یک منطقهٔ مسکونی در لبنان است که در شهرستان عالیه واقع شده‌است. عیتات ۲٫۴۰ کیلومتر مربع مساحت دارد ۶۳۰ متر بالاتر از سطح دریا واقع شده‌است.